# Malezja na Letnich Igrzyskach Olimpijskich 2000
Malezję na Letnich Igrzyskach Olimpijskich 2000 reprezentowało 40 zawodników, 32 mężczyzn i 8 kobiet.

## Skład kadry

### Badminton
Mężczyźni
- Ong Ewe Hock - gra pojedyncza (odpadł w 1/16 finału)
- Wong Choong Hann - gra pojedyncza (odpadł w 1/4 finału)
- Kim Hock Yap, Cheah Soon Kit - gra podwójna (odpadli w 1/16 finału)
- Choong Tan Fook, Lee Wan Wah - gra podwójna (4. miejsce, przegrali mecz o brązowy medal)

### Gimnastyka
Kobiety
- Yen Au Li

### Hokej na trawie
Mężczyźni
- Roslan Jamaluddin
- Singh Maninderjit
- Chua Boon Huat
- Gobinathan Krishnamurthy
- Kuhan Shanmuganathan
- Nor Azlan Bakar
- Chairil Anwar Abdul Aziz
- Mohan Jiwa
- Mohammed Madzli Ikmar
- Ibrahim Suhaimi
- Nor Saiful Zaini Nasiruddin
- Keevan Raj Kalikavandan
- Mirnawan Nawawi
- Calvin Fernandez
- Abdul Rahman Shaiful Azli
- Ibrahim Mohammed Nasihin  - drużynowo (11. miejsce)

### Lekkoatletyka
Mężczyźni
- Watson Nyambek - bieg na 100 m (odpadł w 1 rundzie eliminacji)

Kobiety
- Yuan Yufang - chód na 20 km (15. miejsce)

### Pływanie
Mężczyźni
- Allen Ong – 100 m stylem dowolnym (odpadł w eliminacjach)
- Allen Ong – 200 m stylem dowolnym (odpadł w eliminacjach)
- Dieung Manggang – 400 m stylem dowolnym (odpadł w eliminacjach)
- Dieung Manggang – 1500 m stylem dowolnym (odpadł w eliminacjach)
- Anthony Ang – 100 m stylem motylkowym (odpadł w eliminacjach)
- Anthony Ang – 200 m stylem motylkowym (odpadł w eliminacjach)
- Elvin Chia – 100 m stylem klasycznym (odpadł w eliminacjach)
- Elvin Chia – 200 m stylem klasycznym (odpadł w eliminacjach)
- Alex Lim – 100 m stylem grzbietowym (odpadł w eliminacjach)
- Alex Lim – 200 m stylem grzbietowym (odpadł w eliminacjach)
- Wan Azlan Wan Abdullah – 400 m stylem zmiennym (odpadł w eliminacjach)
- Alex Lim, Elvin Chia, Anthony Ang, Allen Ong – sztafeta 4x100 m stylem zmiennym

Kobiety
- Marilyn Chua – 50 m stylem dowolnym (odpadła w eliminacjach)
- Yi Ting Siow – 100 m stylem klasycznym (odpadła w eliminacjach)
- Yi Ting Siow – 200 m stylem klasycznym (odpadła w eliminacjach)
- Wai Yen Sia – 200 m stylem zmiennym (odpadła w eliminacjach)
- Wai Yen Sia – 400 m stylem zmiennym (odpadła w eliminacjach)

### Skoki do wody
Mężczyźni
- Ken - Nee Yeoh – trampolina - 3 m (odpadł w eliminacjach, 22. miejsce)
- Ken - Nee Yeoh – platforma - 10 m (odpadł w eliminacjach, 24. miejsce)
- Mohd - Azheem Bahari - platforma – 10 m (odpadł w eliminacjach, 25. miejsce)

Kobiety
- Mun Yee Leong – trampolina - 3 m (odpadła w eliminacjach, 39. miejsce)
- Mun Yee Leong – platforma - 10 m (odpadła w eliminacjach, 34. miejsce)

### Strzelectwo
Kobiety
- Irina Maharani

### Taekwondo
Kobiety
- Lee Wan Yuen

### Żeglarstwo
Mężczyźni
- Kevin Lim - klasa Laser (22. miejsce)